# ۱۴۱۶ (میلادی)
۱۴۱۶ (میلادی) هزار و چهارصد  و شانزدهمین سال تقویم میلادی است.

## درگذشتگان
‎